# Luiz Adriano
Luiz Adriano de Souza da Silva, noto semplicemente come Luiz Adriano (Porto Alegre, 12 aprile 1987), è un calciatore brasiliano, attaccante svincolato.
È l'unico calciatore insieme a Erling Haaland e Lionel Messi ad aver segnato 5 reti in una partita di UEFA Champions League.

## Caratteristiche tecniche
Le caratteristiche dell'attaccante sono da vera e propria prima punta. Non troppo spettacolare, ma dal rendimento sicuro, ha una buona tecnica individuale e gode di una discreta freddezza sotto porta. Molto bravo spalle alla porta, essendo in grado di sfruttare molto bene la sua stazza fisica per prendere posizione e poter giocare di sponda con i compagni.

## Carriera

### Club

#### Internacional
Il momento più importante della carriera di Luiz Adriano, pur essendo un giovane di buone qualità, arrivò nel dicembre del 2006, quando vinse con la maglia dell'Internacional la Coppa del Mondo per Club battendo in finale il più quotato Barcellona. Vestì un ruolo fondamentale soprattutto nella semifinale del torneo, quando segnò al 72' la rete che decretò la qualificazione diretta alla finale ai danni del Al-Ahly (la partita terminò con il risultato di 2-1).

#### Shakhtar Donetsk
Il 2 marzo 2007 la squadra ucraina dello Shakhtar Donetsk riesce ad acquistarne l'intero cartellino per una cifra pari a circa 3 milioni di euro. Con la sua nuova squadra ha subito vinto il titolo nazionale, mentre l'anno successivo ha conquistato la Coppa UEFA; proprio in quest'ultima competizione si è reso protagonista nella finale, segnando il gol del momentaneo vantaggio contro i tedeschi del Werder Brema.

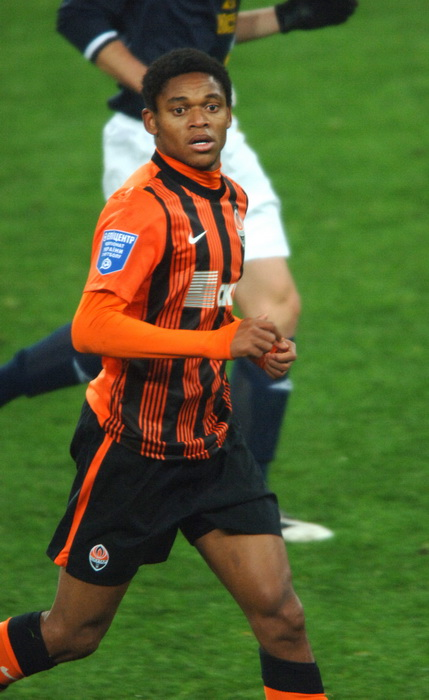
Luiz Adriano con la maglia dello Shakhtar Donetsk nel 2011.

Il 20 novembre 2012 segna un gol controverso, in occasione della partita contro il Football Club Nordsjælland in trasferta: il pallone che Willian cerca di restituire alla squadra di casa, viene intercettato dal brasiliano che segna il gol del momentaneo 1-1. Questo porta l'UEFA ad aprire il giorno seguente un provvedimento disciplinare nei suoi confronti. Il 27 novembre sul sito dell'UEFA viene comunicata una sanzione nei confronti del calciatore brasiliano con un turno di squalifica per violazione dei principi di condotta sportiva: la sanzione viene scontata in occasione della partita tra Shakhtar Donetsk e Juventus.
Il 21 ottobre 2014 realizza cinque gol (di cui due su rigore) contro il BATĖ Borisov a Borisov (0-7), sfida valida per la fase a gironi della UEFA Champions League, eguagliando il record di reti segnate in una partita della competizione, stabilito nel 2012 da Lionel Messi ed uguagliato nel 2023 da Erling Haaland. Inoltre è riuscito a realizzare la tripletta più veloce nella competizione (in soli 7 minuti di gioco) e a diventare il miglior marcatore di sempre nella storia dello Šachtar con 117 gol, superando Andrij Vorobej, fermo a quota 114.
Termina la sua esperienza allo Shakhtar con 128 gol segnati in 266 partite.

#### Milan
Il 2 luglio 2015, dopo 8 anni in Ucraina, passa a titolo definitivo al Milan per 8 milioni di euro; il calciatore brasiliano firma un contratto quinquennale fino al 30 giugno 2020 e sceglie di indossare la maglia numero 9. Realizza il suo esordio e la sua prima marcatura ufficiale con la squadra rossonera il 17 agosto seguente, siglando la rete del definitivo 2-0 contro il Perugia a San Siro nella gara valevole per il terzo turno preliminare di Coppa Italia. Sei giorni dopo debutta anche in campionato nella sconfitta esterna per 2-0 contro la Fiorentina, mentre il 29 agosto, alla seconda giornata, arriva il suo primo gol nella massima serie italiana, nella vittoria per 2-1 in casa contro l'Empoli. Il 3 aprile 2016 segna, contro l'Atalanta, la 4 500ª rete dei rossoneri nel Campionato a girone unico.
All'inizio della stagione 2016-2017 lascia la maglia numero 9 per prendere la numero 7, rimasta libera dopo la partenza di Jérémy Ménez.

#### Spartak Mosca
Il 16 gennaio 2017 viene acquistato a titolo gratuito dalla squadra russa dello Spartak Mosca; prima di approdare al nuovo club, Luiz Adriano ottiene dal Milan una buonuscita di 3,2 milioni di euro. Esordisce nel campionato russo il 5 marzo, nella partita contro il Krasnodar, segnando uno dei due gol dello Spartak. Con il club moscovita si laurea campione di Russia nel 2016-2017. Nel 2017 vince anche la Supercoppa di Russa, sbloccando con un gol il match contro il Lokomotiv Mosca, terminato 2-1 per lo Spartak.

#### Palmeiras, Antalyaspor e Internacional
Il 30 luglio 2019 viene prelevato dal Palmeiras per un milione di euro. Il 3 novembre 2020 segna la sua prima tripletta con la squadra, nella vittoria per 3-1 contro il Guarani. Vince due Coppe Libertadores, nel 2020 e nel 2021.
Il 3 febbraio 2022 viene ingaggiato dall'Antalyaspor. Debutta tre giorni più tardi, nella partita di campionato pareggiata a reti inviolate contro il Beşiktaş. Il 19 febbraio seguente segna il primo gol con il club di Adalia, nella partita di campionato vinta per 2-1 contro il Malatyaspor.
Il 22 febbraio 2023 torna all'Internacional.

### Nazionale
In un'intervista al sito ufficiale del suo club si è dichiarato disponibile a vestire la maglia della Nazionale ucraina nel caso venisse convocato.
Tuttavia, il 23 ottobre 2014, il CT della Nazionale brasiliana Carlos Dunga lo convoca per le amichevoli contro Austria e Turchia disputatesi nel mese di novembre dello stesso anno. Esordisce con la Seleção il 12 novembre, nella vittoria contro la Turchia.

## Statistiche

### Presenze e reti nei club
Statistiche aggiornate al 19 giugno 2023.
| Stagione                | Squadra                 | Campionato              | Campionato | Campionato | Coppe nazionali | Coppe nazionali | Coppe nazionali | Coppe continentali | Coppe continentali | Coppe continentali | Altre coppe | Altre coppe | Altre coppe | Totale | Totale |
| Stagione                | Squadra                 | Comp                    | Pres       | Reti       | Comp            | Pres            | Reti            | Comp               | Pres               | Reti               | Comp        | Pres        | Reti        | Pres   | Reti   |
| ----------------------- | ----------------------- | ----------------------- | ---------- | ---------- | --------------- | --------------- | --------------- | ------------------ | ------------------ | ------------------ | ----------- | ----------- | ----------- | ------ | ------ |
| 2006                    | Internacional           | PD/RS+A                 | 2+12       | 1+0        | -               | -               | -               | -                  | -                  | -                  | Cmc         | 2           | 1           | 16     | 2      |
| gen.-feb. 2007          | Internacional           | PD/RS                   | 1          | 0          | -               | -               | -               | CL                 | 1                  | 0                  | -           | -           | -           | 2      | 0      |
| feb.-giu. 2007          | Šachtar                 | VL                      | 5          | 0          | KU              | 1               | 0               | CU                 | 0                  | 0                  | SU          | -           | -           | 6      | 0      |
| 2007-2008               | Šachtar                 | VL                      | 13         | 4          | KU              | 5               | 1               | UCL                | 1                  | 0                  | SU          | 0           | 0           | 19     | 5      |
| 2008-2009               | Šachtar                 | PL                      | 12         | 4          | KU              | 3               | 1               | UCL+CU             | 6+8                | 1+3                | SU          | 0           | 0           | 29     | 9      |
| 2009-2010               | Šachtar                 | PL                      | 23         | 11         | KU              | 1               | 0               | UCL+UEL            | 2+9                | 0+6                | SE          | 1           | 0           | 36     | 17     |
| 2010-2011               | Šachtar                 | PL                      | 21         | 10         | KU              | 5               | 4               | UCL                | 10                 | 4                  | SU          | 1           | 2           | 37     | 20     |
| 2011-2012               | Šachtar                 | PL                      | 23         | 12         | KU              | 5               | 1               | UCL                | 6                  | 3                  | SU          | 1           | 0           | 35     | 16     |
| 2012-2013               | Šachtar                 | PL                      | 19         | 7          | KU              | 5               | 4               | UCL                | 7                  | 3                  | SU          | 1           | 1           | 32     | 15     |
| 2013-2014               | Šachtar                 | PL                      | 25         | 20         | KU              | 5               | 2               | UCL                | 6+2                | 1+2                | SU          | 1           | 0           | 39     | 25     |
| 2014-2015               | Šachtar                 | PL                      | 21         | 9          | KU              | 4               | 3               | UCL                | 7                  | 9                  | SU          | 1           | 0           | 33     | 21     |
| Totale Shakhtar Donetsk | Totale Shakhtar Donetsk | Totale Shakhtar Donetsk | 162        | 77         |                 | 34              | 16              |                    | 64                 | 32                 |             | 6           | 3           | 266    | 128    |
| 2015-2016               | Milan                   | A                       | 26         | 4          | CI              | 3               | 2               | -                  | -                  | -                  | -           | -           | -           | 29     | 6      |
| 2016-gen. 2017          | Milan                   | A                       | 7          | 0          | CI              | 0               | 0               | -                  | -                  | -                  | SI          | 0           | 0           | 7      | 0      |
| Totale Milan            | Totale Milan            | Totale Milan            | 33         | 4          |                 | 3               | 2               |                    | -                  | -                  |             | 0           | 0           | 36     | 6      |
| gen.-mag. 2017          | Spartak Mosca           | PL                      | 8          | 2          | KR              | 0               | 0               | UEL                | -                  | -                  | -           | -           | -           | 8      | 2      |
| 2017-2018               | Spartak Mosca           | PL                      | 25         | 10         | KR              | 4               | 1               | UCL+UEL            | 6+2                | 1+2                | SR          | 1           | 1           | 38     | 15     |
| 2018-2019               | Spartak Mosca           | PL                      | 23         | 6          | KR              | 2               | 0               | UCL+UEL            | 2+3                | 0+1                | -           | -           | -           | 30     | 7      |
| lug. 2019               | Spartak Mosca           | PL                      | 3          | 1          | KR              | -               | -               | UEL                | -                  | -                  | -           | -           | -           | 3      | 1      |
| Totale Spartak Mosca    | Totale Spartak Mosca    | Totale Spartak Mosca    | 59         | 19         |                 | 6               | 1               |                    | 13                 | 4                  |             | 1           | 1           | 79     | 25     |
| 2019                    | Palmeiras               | A                       | 13         | 6          | -               | -               | -               | CL                 | 2                  | 1                  | -           | -           | -           | 15     | 7      |
| 2020                    | Palmeiras               | A1/SP+A                 | 14+24      | 3+10       | CB              | 7               | 2               | CL                 | 7                  | 5                  | Cmc         | 2           | 0           | 54     | 20     |
| 2021                    | Palmeiras               | A1/SP+A                 | 6+19       | 1+3        | CB              | 2               | 0               | CL                 | 7                  | 1                  | RS          | 1           | 0           | 35     | 5      |
| Totale Palmeiras        | Totale Palmeiras        | Totale Palmeiras        | 20+56      | 4+19       |                 | 9               | 2               |                    | 16                 | 7                  |             | 3           | 0           | 104    | 32     |
| feb.-giu. 2022          | Antalyaspor             | SL                      | 15         | 4          | CT              | 1               | 0               | -                  | -                  | -                  | -           | -           | -           | 16     | 4      |
| 2022-feb. 2023          | Antalyaspor             | SL                      | 19         | 2          | CT              | 3               | 2               | -                  | -                  | -                  | -           | -           | -           | 22     | 4      |
| Totale Antalyaspor      | Totale Antalyaspor      | Totale Antalyaspor      | 34         | 6          |                 | 4               | 2               |                    | -                  | -                  |             | -           | -           | 38     | 8      |
| 2023                    | Internacional           | PD/RS+A                 | 4+29       | 1+3        | CB              | 2               | 0               | CL                 | 11                 | 3                  | -           | -           | -           | 46     | 7      |
| Totale International    | Totale International    | Totale International    | 7+41       | 2+3        |                 | 2               | 0               |                    | 12                 | 3                  |             | 2           | 1           | 64     | 9      |
| Totale carriera         | Totale carriera         | Totale carriera         | 412        | 134        |                 | 58              | 23              |                    | 105                | 46                 |             | 12          | 5           | 587    | 208    |

### Cronologia presenze e reti in nazionale
| Cronologia completa delle presenze e delle reti in nazionale ― Brasile | Cronologia completa delle presenze e delle reti in nazionale ― Brasile | Cronologia completa delle presenze e delle reti in nazionale ― Brasile | Cronologia completa delle presenze e delle reti in nazionale ― Brasile | Cronologia completa delle presenze e delle reti in nazionale ― Brasile | Cronologia completa delle presenze e delle reti in nazionale ― Brasile | Cronologia completa delle presenze e delle reti in nazionale ― Brasile | Cronologia completa delle presenze e delle reti in nazionale ― Brasile |
| Data                                                                   | Città                                                                  | In casa                                                                | Risultato                                                              | Ospiti                                                                 | Competizione                                                           | Reti                                                                   | Note                                                                   |
| ---------------------------------------------------------------------- | ---------------------------------------------------------------------- | ---------------------------------------------------------------------- | ---------------------------------------------------------------------- | ---------------------------------------------------------------------- | ---------------------------------------------------------------------- | ---------------------------------------------------------------------- | ---------------------------------------------------------------------- |
| 12-11-2014                                                             | Istanbul                                                               | Turchia                                                                | 0 – 4                                                                  | Brasile                                                                | Amichevole                                                             | -                                                                      | 73’                                                                    |
| 18-11-2014                                                             | Vienna                                                                 | Austria                                                                | 1 – 2                                                                  | Brasile                                                                | Amichevole                                                             | -                                                                      | 62’                                                                    |
| 26-3-2015                                                              | Saint-Denis                                                            | Francia                                                                | 1 – 3                                                                  | Brasile                                                                | Amichevole                                                             | -                                                                      | 88’                                                                    |
| 29-3-2015                                                              | Londra                                                                 | Brasile                                                                | 1 – 0                                                                  | Cile                                                                   | Amichevole                                                             | -                                                                      | 60’                                                                    |
| Totale                                                                 |                                                                        | Presenze                                                               | 4                                                                      |                                                                        | Reti                                                                   | 0                                                                      |                                                                        |

## Palmarès

### Club

#### Competizioni statali
- Campionato paulista: 1

Palmeiras: 2020

#### Competizioni nazionali
- Campionato ucraino: 6

Shakhtar Donetsk: 2007-2008, 2009-2010, 2010-2011, 2011-2012, 2012-2013, 2013-2014
- Coppa d'Ucraina: 4

Shakhtar Donetsk: 2007-2008, 2010-2011, 2011-2012, 2012-2013
- Supercoppa d'Ucraina: 5

Shakhtar Donetsk: 2008, 2010, 2012, 2013, 2014
- Supercoppa italiana: 1

Milan: 2016
- Campionato russo: 1

Spartak Mosca: 2016-2017
- Supercoppa di Russia: 1

Spartak Mosca: 2017
- Coppa del Brasile: 1

Palmeiras: 2020

#### Competizioni internazionali
- Coppa del mondo per club: 1

Internacional: 2006
- Coppa UEFA: 1

Shakhtar Donetsk: 2008-2009
- Coppa Libertadores: 2

Palmeiras: 2020, 2021

### Nazionale
- Campionato sudamericano di calcio Under-20: 1

2007

### Individuale
- Capocannoniere della Coppa d'Ucraina: 1

2012-2013 (4 reti)
- Capocannoniere della Prem"jer-liha: 1

2013-2014 (20 reti)